# Kościół św. Marcina w Łebczu
Kościół św. Marcina w Łebczu – katolicka świątynia parafialna położona w Łebczu, w powiecie puckim. Należy do parafii św. Marcina w Łebczu.

## Historia
Wieś należy do najstarszych zlokalizowanych na Ziemi Puckiej (pierwsza wzmianka pochodzi z 7 maja 1280). 16 listopada 1340 krzyżacki mistrz Winrych von Kniprode, komtur gdański, nadał wsi prawo chełmińskie wraz z możliwością zbudowania kościoła. Jeszcze w tym samym roku we wsi wzniesiono kamienną (ciosy) świątynię z dachem krytym dachówką (styl romański). W drugiej połowie XIV wieku obiekt ten był już mocno zaniedbany i w 1470 stał się kościołem filialnym świątyni swarzewskiej (było to po śmierci ostatniego proboszcza w Łebczu). W 1742 lub 1747 obiekt runął po nawałnicy.
W 1766 zwieziono materiały budowlane pod budowę nowego kościoła, który jednak z nieznanych przyczyn nigdy nie powstał. Dopiero 19 marca 1928, z inicjatywy księdza Wojciecha Pronobisa ze Swarzewa (późniejszej ofiary zbrodni w Piaśnicy), rozpoczęto budowę nowej świątyni. Jej projektantem był architekt Dolny. Kamień węgielny poświęcono 23 kwietnia 1928, a pierwszą mszę odprawiono w Dzień Niepodległości, 11 listopada 1928. Konsekracji dokonał biskup Stanisław Okoniewski 11 listopada 1930. Budowa trwała jeszcze do 1932, a 1 lipca 1937 we wsi ustanowiono parafię. 
W listopadzie 2020 w kruchcie kościoła odsłonięto kamienną tablicę upamiętniającą pobyt premiera Mateusza Morawieckiego.

## Architektura
Świątynia reprezentuje styl neobarokowy.